# Ivo-Valentino Tomaš
Ivo-Valentino Tomaš (Split, 28. srpnja 1993. – Baška Voda, 31. prosinca 2019.), vezni Hajdukov igrač, sakupio je 27 nastupa i to 11 u službenim natjecanjima uključujući 2 europska i dva za kup. Postigao je i 4 gola za momčad u 18 prijateljskih utakmica.
Prvi mu je nastup bio 7. travnja 2012 za prvenstvo Hrvatske protiv Karlovca u Splitu, koju je Hajduk dobio s 1:0 pogotkom Vukušića s 11 metara u 57. minuti. U ovoj utakmici još su nastupili Blažević (branka), Milović, Neretljak, Lima, Radošević, Andrijašević, Ozobić, Caktaš, Lendrić i Vukušić; kao zamjene su ušli Jozinović, Ljubičić i Ah. Sharbini. Nastupio je u kvalifikacijskoj utakmici za Europsku ligu protiv Inter Milana.
Statistika u Hajduku
| Natjecanje        | Nastupi | Zgoditci |
| ----------------- | ------- | -------- |
| Prvenstvo         | 7       | 0        |
| Kup               | 2       | 0        |
| Superkup          | 0       | 0        |
| Međunarodne       | 2       | 0        |
| Splitski podsavez | 0       | 0        |
| Ukupno            | 11      | 0        |
| Prijateljske      | 18      | 4        |
| Sveukupno         | 29      | 4        |

## Smrt
Umro je u Baškoj Vodi 31. prosinca 2019. Doček Nove godine je bio otkazan zbog njegove smrti.